# Зелёная Роща (Кировский район)
Зелёная Роща (бел. Зялёная Рошча) — деревня в Кировском районе Могилёвской области Беларуси. Входит в состав Стайковского сельсовета.

## География
Деревня находится в юго-западной части Могилёвской области, на левом берегу реки Черебомирки, к западу от автодороги Н-10453, на расстоянии приблизительно 21 километра (по прямой) к северо-востоку от города Кировска, административного центра района. Абсолютная высота — 155 метров над уровнем моря. Площадь населённого пункта — 0,1307 км².
Климат деревни характеризуется как влажный континентальный, с тёплым летом (Dfb в классификации климатов Кёппена).

## Население
По данным переписи 2019 года, в деревне проживало 7 человек.
| Год  | Население, человек |
| ---- | ------------------ |
| 2009 | 11                 |
| 2019 | ↘ 7                |